# Giorgio Spavento
Giorgio Spavento (* um 1440 in Venedig; † um 1509 ebenda) war ein italienischer Architekt und Ingenieur der Renaissance, der zwischen 1489 und 1509 in Venedig und im Veneto tätig war. Spavento war über 23 Jahre Proto (leitender Baumeister) am Markusdom.

## Leben und Werk
Spavento war der Sohn des  Zimmermanns Pietro Spavento. Er steht als Architekt in der Nachfolge von Mauro Codussi. Von 1486 bis zu seinem Tod 1509 war er Proto am Markusdom. In dieser Funktion leitete er alle erforderlichen Baumaßnahmen, die zur Erhaltung und Erweiterung des Doms notwendig waren.
Am 18. Dezember 1489 erhielt er eine Zahlung für ein Modell des Campanile, in dessen Dach vier Monate vorher der Blitz eingeschlagen hatte.
Spavento leitete die Reparaturarbeiten an der Rialtobrücke, die von 1502 bis 1508 andauerten. 1502 wurde er von Verona als Berater für die Restaurierung des Ponte Navi, eine Brücke über einen Seitenarm der Etsch, eingeladen.
1505 wurde der Fondaco dei Tedeschi von einem Brand zerstört und umgehend auf Kosten der Republik wieder aufgebaut. Spavento und ein Girolamo Tedesco wurden mit einem Modell beauftragt. Der Entwurf Tedescos wurde zwar ausgeführt, die Bauarbeiten aber von Spavento und Lo Scarpagnino geleitet.
1508 war der Fondaco vollendet, und Tizian und Giorgione konnten ihre – heute weitgehend zerstörten – Fresken an den Fassaden anbringen.
Spavento war der erste Proto der Kirche San Salvatore, die unter Sansovino vollendet wurde, und deren Fassade erst um 1700 fertiggestellt wurde.
1508 leitete er Arbeiten an der Fassade de cortiletto dei Senatori im Dogenpalast.
Er war Mitglied der Bruderschaft Scuola Grande di San Marco, er war verheiratet und hatte einen Sohn.